# 벤즈아이소옥사졸
벤즈아이소옥사졸(영어: benzisoxazole) 또는 1,2-벤즈아이소옥사졸(영어: 1,2-benzisoxazole)은 벤젠 고리와 아이소옥사졸 고리가 융합된 두 개의 고리 구조를 특징으로 하는 분자식이 C7H5NO인 방향족 유기 화합물이다. 벤즈아이소옥사졸 자체는 실용적인 가치가 거의 없지만, 벤즈아이소옥사졸의 많은 유도체들은 일부 향정신병약(예: 리스페리돈, 팔리페리돈, 오카페리돈, 일로페리돈) 및 항경련제인 조니사마이드와 같은 약물을 포함한 다양한 용도로 사용된다.
벤즈아이소옥사졸의 방향족성은 벤즈아이소옥사졸을 비교적 안정적이게 하지만, 약염기성을 띠게 한다.

## 합성
벤즈아이소옥사졸은 하이드록실아민-O-설폰산과의 실온에서의 염기 촉매화된 반응을 통해 저렴한 살리실알데하이드로부터 제조될 수 있다.
|  |

## 같이 보기
구조 이성질체
- 벤즈옥사졸
- 안트라닐